# Сенчъри (списание)
„Сенчъри“ е списание, издавано в Ню Йорк, САЩ от 1881 до 1930 г., наследник на списание „Скрибнърс“.
Списанието е много успешно през 19 век, най-вече заради статиите му относно Американската гражданска война. В него са публикувани спомени на 230 участници от всички нива на войската на 2-те страни на конфликта.
Списанието публикува и три откъса от романа на Марк Твен „Приключенията на Хъкълбери Фин“ през 1884 и 1885 година.
Поради конкуренцията от по-евтини списания и вестници, тиражът на „Сенчъри“ намалява с годините. През 1929 г. списанието започва да излиза веднъж на тримесечие, а през 1930 г. се слива със списание „Форумът“. В края на 1930 г. списание „Форумът“ също престава да бъде издавано.